# Penumbra (série)
Penumbra é uma série de jogos eletrônicos do gênero survival horror desenvolvida pela Frictional Games e publicada pela Paradox Interactive e a Lexicon Entertainment. Todos os jogos utilizam o motor de jogo HPL Engine, tendo sido inicialmente desenvolvida como uma demonstração tecnológica. Penumbra é notável pelo seu estilo de terror e por permitir uma avançada interação física com o ambiente do jogo.

## Série principal

### Penumbra: Overture(2007)
Situado no ano de 2001, Penumbra: Overture segue a história de Philip, um físico de trinta anos, cuja mãe faleceu recentemente. Após receber uma carta misteriosa de seu pai supostamente morto, Philip segue uma série de pistas que o levam até um local misterioso e desabitado no extremo norte da Groenlândia.

### Penumbra: Black Plague(2008)
A história de Black Plague começa como um e-mail enviado por Philip para um amigo, explicando tudo o que aconteceu com ele e implorando-lhe para terminar o trabalho que ele não conseguiu. O resto do jogo prossegue como um flashback narrado por Philip para seu amigo no e-mail, começando de onde o jogo anterior terminou.

### Penumbra: Requiem(2008)
O jogo começa quando o último termina, com Phillip enviando a mensagem para "matar todos eles". Assim que ele terminar, uma das barcaças infectadas atinge Phillip na cabeça com algo não visto.